# Odynerus dantici
Odynerus dantici är en stekelart som beskrevs av Rossi. Odynerus dantici ingår i släktet lergetingar, och familjen Eumenidae.

## Underarter
Arten delas in i följande underarter:
- O. d. lagostae
- O. d. tinctus